# Держев
Держев (укр. Держів) — село в Розвадовской сельской общине Стрыйского района Львовской области Украины.
Население по переписи 2001 года составляло 1204 человека. Почтовый индекс — 81645. Телефонный код — 8-03241.
Расположено на берегу реки Вивня.

## Известный уроженцы
- Осип Карачевский (1905—1944) — украинский националист, командир роты в Карпатской Сечи, руководитель ОУН в Турковичах